# Rüdiger von der Goltz

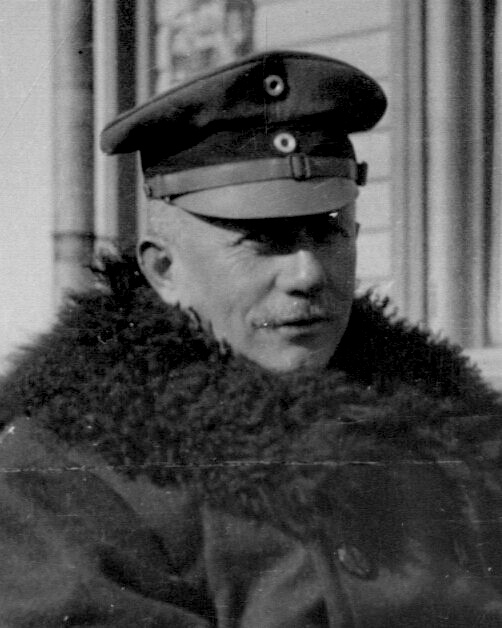
Rüdiger von der Goltz, 1918

Gustav Adolf Joachim Rüdiger Graf von der Goltz, né le 8 décembre 1865 à Züllichau, arrondissement de Züllichau-Schwiebus (de) (Royaume de Prusse), et mort le 7 novembre 1946 au domaine de Kinsegg près de Bernbeuren dans l'Allgäu, est un général allemand, commandant de corps franc dans les pays baltes et un opposant de la République de Weimar.

## Biographie
Il est issu de la famille von der Goltz, famille prestigieuse de la noblesse prussienne.

### Première Guerre mondiale
Lors du déclenchement de la Première Guerre mondiale, Rüdiger von der Goltz, dont le père était conseiller auprès de l'armée de terre prussienne, prit son premier commandement au sein d'une unité d'aviation d'attaque rattachée au 76e régiment d'infanterie hambourgeoise. Il est blessé lors de la bataille de la Marne à Esternay puis hospitalisé à Aix-la-Chapelle (ce qui lui vaudra l'attribution de l'insigne des blessés à la fin du conflit) dans le même hôpital que son deuxième fils. Un mois après, il prend le commandement de la 34e brigade d'infanterie (de) mecklembourgeoise lors des combats de défense de Noyon.
L'année suivante, il est envoyé au nord de Varsovie sur le front russe. Il assiste auparavant aux funérailles de son deuxième fils. Sur le front polonais, il dirige les combats aux côtés de Mannerheim, Johan Laidoner et Peteris Radzins.
En octobre 1915, de retour à l'Ouest, l'assaut mené par une partie de la division dirigée par von der Goltz réussit simultanément dans la région d'Ypres et d'Albert, en passant par la Crête de Vimy.
En juin 1916, il prend le commandement du 1er régiment à pied de la Garde. Entre 1916 et 1917, le régiment prend part aux batailles de la Somme, des Hauts de Somme et sur la ligne Hindenburg.
En 1918, il prend à Kreuznach le commandement de la Ostsee-Division (Division de la Baltique, ancienne 12. Landwehr-Division) qui vient d'y être reconstituée,.

### En Finlande

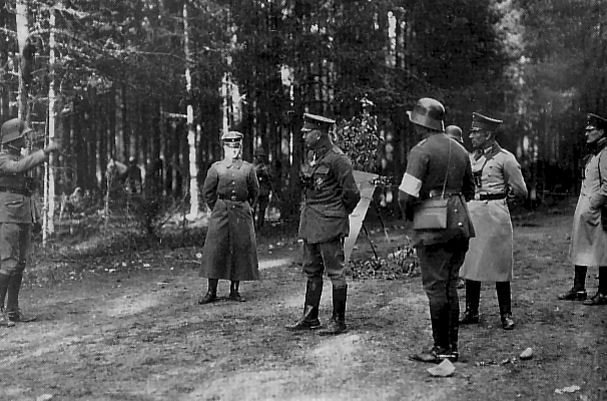
Rüdiger von der Goltz (au centre) en Finlande en 1918.

Après le Traité de Brest-Litovsk, il est envoyé en Finlande en mars 1918, avec l'Ostsee-Division. Les troupes débarquent à Hanko entre les 3 et 5 avril 1918 en pleine guerre civile finlandaise. Elles marchent sur Helsinki, tenue par les Rouges, et la capitale tombe le 13 avril. La majeure partie du pays passe ainsi sous contrôle du gouvernement nationaliste d'ici à fin mai, l'intervention allemande constituant un des éléments clé ayant mis un terme à la guerre civile. Il est décoré de l'ordre Pour le Mérite le 15 mai 1918 pour son action en Finlande.
Durant le conflit, il dirige depuis son propre quartier général de Riihimäki les opérations des troupes allemandes opérant en Finlande. Conseiller de Mannerheim, il participe à ses côtés à la défaite des insurgés de la Garde Rouge soutenus par la Russie bolchévique. Installant à Helsinki même, à l'Hôtel Kämp, le Deutsches Kommando, il participe en tant que conseiller militaire à l'organisation de l'Armée finlandaise naissante, en s'inspirant de l'organisation de sa division de la Baltique.
Prenant part de manière de plus en plus directe à la vie politique finlandaise - il lui arrivait souvent de se rendre au Smolna - et son pouvoir se renforçant, Guillaume II lui décerne le titre honorifique - qui restera unique - de Général allemand de Finlande en juillet 1918. Agissant auprès de Pehr Evind Svinhufvud et du président du sénat Juho Kusti Paasikivi, tentant de négocier avec eux un rapprochement plus fort avec lui et l'Allemagne, ce fut lui qui se rapprocha finalement d'eux. Les bonnes dispositions du général-major allemand furent relatés par Hannes Ignatius (en) dans un courrier adressé au correspondant finlandais à Berlin Edvard Hjelt (de). Il y est question d'une conversation avec Svinhufvud.
« Je percevais clairement que pour que [la Finlande] devienne totalement indépendante il ne restait qu'une ombre au tableau, von der Goltz demeurait le véritable gardien de l'État finlandais, et tout était entre ses mains. »
Von der Goltz et ses officiers devinrent suffisamment influents pour pouvoir lui faire aspirer au titre de roi de Finlande. Mais le favori pour cette investiture demeura Oscar de Prusse, fils de Guillaume II. Et même si, finalement, c'est un autre candidat, Frédéric-Charles de Hesse-Cassel, qui est élu par l'Eduskunta, le prestige de von der Goltz n'en sort pas diminué.
Néanmoins, l'aventure finlandaise de von der Goltz cessa lorsque les dernières troupes allemandes sous son commandement durent être rapatriées en Allemagne le 19 décembre 1918, après l'armistice du 11 novembre 1918.

### Combats dans la Baltique
Cependant, une fois l'armistice signé, la Commission militaire interalliée de contrôle insista pour que les troupes allemandes encore stationnées dans les Pays baltes y restent jusqu'à nouvel ordre, avec pour mission d'empêcher la région de passer sous le contrôle de l'Armée rouge. Alors que de nombreux soldats allemands démoralisés par la défaite de leur pays quittaient la Lettonie, différents corps francs, dont la Division de fer, sont constitués et déployés dans Riga et ses alentours afin de retenir l'avancée des Rouges. D'autres troupes de différentes formations, dont la Baltische Landeswehr, parcourent alors la région.
Le 1er février 1919, von der Goltz fut nommé gouverneur militaire de Libau puis commandant général du 6e corps de réserve allemand (VI. Reservekorps). Il commande alors à ces corps francs, ainsi qu'à une pléiade d'unités composites. Ce corps de réserve allemand était ainsi composé d'unités de l'armée régulière allemande, de corps francs allemands et de troupes formées de territoriaux, lettons, russes et germano-baltes.
D'abord repoussé, von der Goltz perd Riga, et se trouve confiné à Libau. Mais reprenant l'ascendant, il parvient à repousser l'armée de la Première RSS de Lettonie hors du territoire letton. Une fois cette mission accomplie, il fut sommé de quitter le pays avec les troupes sous son commandement. Arguant que cela laisserait les mains libres à l'Armée rouge dans la région, von der Goltz tente de prendre le pouvoir dans la région, profitant de l'existence du Duché balte uni, État éphémère créé par la volonté allemande, en s'appuyant sur la population germano-balte. Le gouvernement nationaliste letton est déposé lorsque les corps francs et les armées blanches capturent Riga le 23 mai 1919.
Les Lettons sont alors contraints de demander de l'aide aux Estoniens, lesquels occupent le nord de la Lettonie depuis le début de l'année. En mai 1919, von der Goltz ordonne à ses troupes de prendre la direction du nord pour avancer à l'encontre des Estoniens. Cet ordre créa le trouble chez les Alliés qui voulaient qu'elles se dirigent vers l'Est, pour éviter l'avance des Bolcheviques. Capturant d'abord Wenden, von der Goltz est bientôt battu par les Estoniens et les nationalistes lettons. La retraite commença le 23 juin 1919. Les Alliés intervinrent pour demander un cessez-le-feu entre corps francs et Estoniens, en commençant par demander la démission de von der Goltz. Il fallut attendre que la décision de sanctions soit prise par les Alliés (dont le blocage de la Marine allemande dans la Baltique), pour que von der Goltz rende son commandement le 12 octobre 1919. Cette démission avait été exigée par les Estoniens, les Lettons ainsi qu'une partie de la Reichswehr, les troupes de von der Goltz ayant procédé parmi la population lettone à plus d'un millier d'exécutions sommaires. Les troupes, sans commandant, se désagrégèrent, rejoignant pour partie les rangs de l'Armée de Libération russe de Bermondt-Avalov.
Dans ses mémoires, le comte von der Goltz expliqua plus tard que le but de ces manœuvres était de lancer une campagne de grande envergure aux côtés des Russes blancs afin de renverser les Bolcheviques en marchant sur Saint-Pétersbourg. L'objectif final était de mettre en place un gouvernement pro-allemand à la tête de la Russie.

### Entre-deux-guerres en Allemagne
Au cours de l'Entre-deux-guerres, von der Goltz prit part à la vie politique en tant que farouche opposant à la République de Weimar.
Lors du Putsch de Kapp (1920), von der Goltz fut pressenti pour devenir chef de l'État-Major général (Truppenamt) par le gouvernement provisoire formé par Kapp.
Entre 1924 et 1930, il dirigea l'Union de la Jeune Allemagne (Bund Jungdeutschland (de)), association qui entraînait la jeunesse allemande au maniement des armes.
Le 17 juillet 1931, il remet la requête de l'Association d'économie politique de Francfort (Eingabe der Wirtschaftspolitischen Vereinigung Frankfurt am Main), manifeste cosigné par une dizaine de directeurs de PME à l'attention de président du Reich Hindenburg, l'invitant à confier le pouvoir au NSDAP. Cette demande intervient au plus fort de la crise économique allemande de la part d'entrepreneurs arguant que la crise les atteint de plein fouet.
En 1931, il prit part au Front de Harzburg et devint en 1934 dirigeant de l'Union impériale des officiers allemands (Reichsverband deutscher Offiziere), groupuscule sans réel pouvoir politique.
Il se maria avec Hannah Caroline von Hase (1873–1941), nièce de Karl von Hase (de). Le fils auquel il donna son nom, Rüdiger von der Goltz, devint juriste. Par Hanna von Hase, von der Goltz se trouvait être cousin par alliance avec la mère de Dietrich Bonhoeffer, lequel utilisa fréquemment dans ses activités de résistant le mot code Onkel Rudi (Oncle Rudi) pour désigner la guerre[réf. nécessaire].

### Écrits
- (de) Meine Sendung in Finnland und im Baltikum. (Ma mission en Finlande et dans les Pays Baltes) Chez K. F. Koehler, Leipzig (1920).
  - Deuxième édition revue et augmentée : Als politischer General im Osten: (Finnland u. Baltikum) 1918 und 1919. Toujours chez K. F. Koehler, Leipzig (1936).
- (de) Vaterlandsverteidiger und Revolutions-Deutschland. (Défenseur de la patrie et Allemagne révolutionnaire) Article paru dans la revue Deutscher Michel, wach auf! Cahier 8. Chez E. Letsch, Hanovre et Leipzig (1923).

### Études
En allemand :
- Pavel Bermondt-Avalov (1925). Im Kampf gegen den Bolschevismus. Erinnerungen. Berlin.
- Josef Bischoff (1935). Die letzte Front. Geschichte der Eiserne Division im Baltikum 1919. Berlin.
- Darstellungen aus den Nachkriegskämpfen deutscher Truppen und Freikorps. Berlin.
  - Tome 2 (1937). Der Feldzug im Baltikum bis zur zweiten Einnahme von Riga. Januar bis mai 1919.
  - Tome 3 (1938). Die Kämpfe im Baltikum nach der zweiten Einnahme von Riga. Juni bis Dezember 1919.
- Die baltische Landeswehr im Befreiungskampf gegen den Bolschevismus. Ein Gedenkbuch, herausgegeben vom baltischen Landeswehrein. Riga (1929).
- Von den baltische Provinzen zu den baltischen Staaten. Beiträge zur Entstehungsgeschichte der Republiken Estland und Lettland. Marbourg.
  - Tome I (1971). 1917-1918.
  - Tome II (1977). 1919-1920.
- Jobst Knigge (2003). Kontinuität deutscher Kriegsziele im Baltikum. Deutsche Baltikumpolitik 1918/19 und das Kontinuitätsproblem. Chez Kovacs, Hambourg.
- Bernhard Sauer (1995). Article Vom Mythos eines ewigen Soldatentums. Der Feldzug deutscher Freikorps im Baltikum im Jahre 1919. Dans la revue Zeitschrift für Geschichtswissenschaft. (43e année, cahier 10). L'article en format [PDF].

En polonais :
- Leon Kiewisz (1970). Sprawy łotewskie w bałtyckiej polityce Niemiec 1914-1919. Poznań.
- Piotr Łossowski (1976). Między wojną a pokojem. Niemieckie zamysły wojenne na wschodzie w obliczu traktatu wersalskiego. Marzec-kwiecień 1919. Varsovie.
- Tomasz Paluszyński (1999). Walka o niepodległość Łotwy 1914-1920. Varsovie.

En finnois :
- Suomi 75 Itsenäisen Suomen histori I. Chez Weilin-Göös, Jyväskylä (1991),  (ISBN 951-35-5158-X).
- Pertti Haapala (2009). Sisällissodan pikkujättiläinen. Helsinki : WSOY.  (ISBN 978-951-0-35452-0).